# LU分解
数学における行列のLU分解（エルユーぶんかい、英: LU decomposition）とは、正方行列 A を下三角行列 L と上三角行列 U の積に分解すること。すなわち A = LU が成立するような L と U を求めることをいう。正方行列 A のLU分解が存在する必要十分条件はすべての首座小行列式が 0 でないことである。また L の対角成分をすべて 1 とすれば分解はただ一通りに定まる。文献によってはLR分解とも呼ばれる（それはAを左三角(left triangular)と右三角(right triangular)の行列の積に分解するということにちなむ）。

## LU分解の手法
以下、n 次正方行列の場合で説明する。基本的にはA = LU の各成分について書き下した n2 個の式を解くことにより、行列 L , U を求めるのだが、このままでは未知の係数の個数（n (n + 1) 個）が式の個数（n2個）より多いので解けない。これを解くための解法には ドゥーリトル法 と クラウト法 の2つがある。
- ドゥーリトル法では、行列 L の対角成分の全てを 1 とおき、(1, 1) 成分 , (2, 1) 成分 , (3, 1) 成分 , ... , (1, 2) 成分, (2, 2) 成分, ... の順に n2 個の式を解く。
- クラウト法では、行列 U の対角成分の全てを 1 とおき、(1, 1) 成分 , (1, 2) 成分 , (1, 3) 成分 , ... , (2, 1) 成分, (2, 2) 成分, ... の順に n2 個の式を解く。

### 例
ドゥーリトル法による2次行列のLU分解を行う。与えられた正方行列A の成分をaij とする。
1. 下三角行列 L の対角成分を全て 1 とおき、残りの成分、(1, 2)を0、(2, 1)を変数l21 とおく。
{\displaystyle L={\begin{bmatrix}1&0\\l_{21}&1\end{bmatrix}}}
2. 上三角行列 U の対角成分と対角成分より上の成分を変数におく。
{\displaystyle U={\begin{bmatrix}u_{11}&u_{12}\\0&u_{22}\end{bmatrix}}}
3. A=LU の両辺を係数比較する。
{\displaystyle {\begin{aligned}a_{11}&=u_{11}\\a_{12}&=u_{12}\\a_{21}&=l_{21}u_{11}\\a_{22}&=l_{21}u_{12}+u_{22}\end{aligned}}}
4. 上式を上から順に解くことでL , U が求められる。
{\displaystyle {\begin{aligned}L&={\begin{bmatrix}1&0\\{\frac {a_{21}}{a_{11}}}&1\end{bmatrix}}\\U&={\begin{bmatrix}a_{11}&a_{12}\\0&a_{22}-{\frac {a_{21}a_{12}}{a_{11}}}\end{bmatrix}}\end{aligned}}}

## 応用

### 連立1次方程式
連立1次方程式
{\displaystyle A{\boldsymbol {x}}={\boldsymbol {b}}}
の解き方に、行列 A を LU分解する方法がある。L , U は下三角行列、上三角行列であるため、逆行列を求めることなく計算することが可能である。このため、同じA に対しb だけを変えていくつも連立方程式を解く場合、LU分解は有用である。
与えられた方程式
{\displaystyle A{\boldsymbol {x}}=LU{\boldsymbol {x}}={\boldsymbol {b}}}
に対し、変数y を
{\displaystyle U{\boldsymbol {x}}={\boldsymbol {y}}}
とおき、これを上式に代入する。
{\displaystyle L{\boldsymbol {y}}={\boldsymbol {b}}}
から変数y を求める。求めた解y をUx = y の右辺に代入し、解 x を求めることができる。
Ly = bはガウスの消去法の前進消去、Ux = yは後退代入に対応する。

### 逆行列
行列 A を LU 分解すると、
{\displaystyle A^{-1}=U^{-1}L^{-1}}
により逆行列A-1 を求められる。
また、
{\displaystyle LU{\boldsymbol {x_{i}}}={\boldsymbol {e_{i}}}\quad (i=1,2,\dots ,n)}
（ei は単位行列I の第i 列）
の解xi を並べた行列{\displaystyle X=[{\boldsymbol {x_{1}}},{\boldsymbol {x_{2}}},\dots ,{\boldsymbol {x_{n}}}]}は AX = I を満たすので、このようにしても逆行列A-1 を求めることができる。

### 行列式
行列 A を LU 分解できれば、その行列式は簡単に求めることができる。なぜならば、行列 L および U は三角行列であることから、それらの行列式 |L | , |U | は対角成分の積で表され、|A | は、
{\displaystyle |A|=|L||U|}
と計算できるからである。

## 変種
LDU 分解
下三角行列 L と対角行列 D と上三角行列 U の積に分解する。
{\displaystyle A=LDU}
LUP 分解
下三角行列 L と上三角行列 U と置換行列 P の積に分解する。
{\displaystyle PA=LU}